# International Organization for Migration
International Organization for Migration (IOM el. OIM) er en International organisation med sæde i Geneve i Schweiz. Organisationen blev grundlagt i 1951 for at bistå i genhusning af flygtninge efter 2. verdenskrig. 
IOM er den største internationale organisation, der primært fokuserer på migration og overvågning af migranters rettigheder. Medlemskabet omfatter 120 medlemsstater – deriblandt Danmark – og 19 observatørstater. IOM har 5300 ansatte og et årlig budget på 952 millioner dollar. Organisationens officielle sprog er engelsk, fransk og spansk.
IOM er af anti-racistiske organisationer, menneskerettighedsforkæmpere og -grupper, NGO'er og andre (deriblandt Human Rights Watch) blevet kritiseret for at medvirke til inhumane praksis'er som deportationer samt aktiviteter tilknyttet militær grænsekontrol med indlemmelse af grænseoverløbere i interneringslejre, – handlinger, der anses for inhumane.